# Sztuka kreteńska
Sztuka kreteńska, nazwana przez jej odkrywcę Arthura Evansa sztuką minojską od imienia legendarnego Minosa, powstała w epoce brązu, ok. 3000 p.n.e. na Krecie. Czas jej trwania dzielony jest zazwyczaj na trzy okresy:
- wczesnokreteński (wczesnominojski) – od ok. 3000 p.n.e. do ok. 2000 p.n.e.
- średniokreteński (średniominojski) – od ok. 2000 p.n.e. do ok. 1600 p.n.e.
- późnokreteński (późnominojski) – od ok. 1600 p.n.e. do 1100 p.n.e.

Sztuka kreteńska należy do okresu rozwoju kultur egejskich. Cechują ją pewne powiązania z kulturą starożytnego Wschodu (zwłaszcza w pierwszym okresie rozwoju), sztuką starożytnego Egiptu oraz wzajemne powiązania i wpływy innych kultur związanych z terenami położonymi nad Morzem Egejskim. Przez cały okres rozwoju sztuka kreteńska pozostawała na usługach dworu oraz kultu religijnego. Największy jej rozwój miał miejsce w czasie należącym do okresu średniominojskiego, którego początki są wiązane z zachodzącymi zmianami społecznymi, zwłaszcza z jego zróżnicowaniem. Okres późnominojski rozpoczyna się wraz z odbudową pałaców po zniszczeniach powstałych około 1700 p.n.e. Przyczyna tych zniszczeń nie jest do końca wyjaśniona, mogły być spowodowane najazdem albo trzęsieniem ziemi. Rozwój sztuki w okresie późnominojskim został zahamowany po najeździe Achajów, podbiciu przez nich Krety i ponownym zniszczeniu pałaców w XIV wieku p.n.e. Sztuka minojska przetrwała w różnych zakątkach wyspy do czasu zdobycia Krety przez Dorów w 1100 p.n.e.

## Okres wczesnominojski

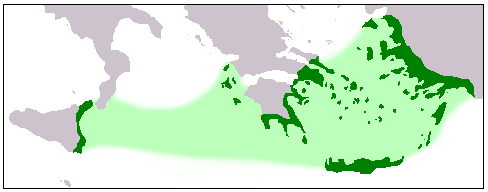
Zasięg sztuki kreteńskiej

Najstarsze znaleziska to małe figurki postaci ludzkich wykonywane z gliny, kamienia, czasem kości słoniowej lub muszli. Cechą charakterystyczną tych rzeźb jest dążenie do schematycznego ujęcia postaci. Przypuszcza się, że figurki te były naśladownictwem większych rzeźb wykonywanych z drewna cyprysowego (odnaleziono fragmenty fryzury wykonanej z brązu należące do figury wykonanej z drewna).
Do ciekawych znalezisk tego okresu należy gliniana figurka datowana na ok. 2400 p.n.e., odnaleziona w Myrtos. Jest to naczynie w postaci kobiety dźwigającej dzban. Strój kobiety zdobiony jest motywem geometrycznym przypominającym tkaninę.
Wśród znalezisk z tego okresu znajdują się także cylindryczne pieczęcie oraz ozdoby wykonane ze złotych blaszek. Najstarsze pieczęcie zdobione są wzorami geometrycznymi, najczęściej spiralami. Dekoracja ceramiki tego okresu składała się z malowanych, prostych elementów geometrycznych. Złożona z nich kompozycja zawsze podkreślała kształt naczynia.
Osady składały się z domów wznoszonych na planie prostokąta. Domy budowane były z suszonej cegły na kamiennej podmurówce. Wykształcił się typ budowli zwanej megaronem. W okresie późniejszym budowano domy wieloizbowe ze stałymi paleniskami. Ściany domów pokrywano brązową lub czerwoną farbą.
Zmarłych chowano w grobach tolosowych (najstarsze, z okresu ok. 2300–2000 p.n.e., zostały odkryte w dolinie Messara). Z czasem zaczęto stosować groby kopułowe przekryte sklepieniem w kształcie kopuły pozornej. Wejście do grobowca poprzedzone było dromosem z reprezentacyjnym wejściem. Czasem stosowano trójkąt odciążający nad otworem drzwiowym. Grobowce służyły jako miejsce pochówku całych rodzin. Przed nimi stawiano ołtarze, na których były odprawiane ceremonie.

## Okres średniominojski i późnominojski

### Architektura

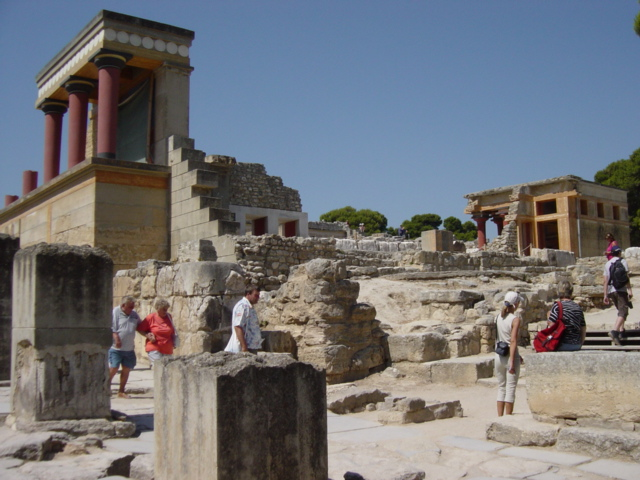
Ruiny pałacu w Knossos

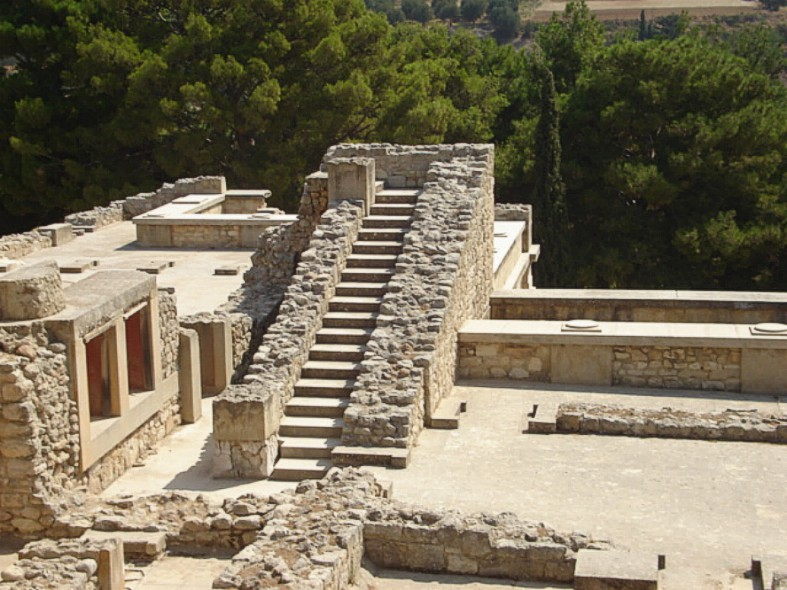
Ruiny pałacu w Knossos

Około 2000 p.n.e. powstają miasta i pierwsze budowle pałacowe. Dotychczas odnaleziono cztery pałace: trzy duże w Knossos, Fajstos i Malia, oraz mniejszy w Kato Zakros. Były one ośrodkami władzy i administracji, spełniały funkcje religijne i gospodarcze. Były one wielokrotnie odbudowywane i rozbudowywane. Zachowana jest jednak znaczna jednorodność stylistyczna budowli. Ponadto zabudowania w Knossos i w innych miejscowościach niewiele się różnią pomiędzy sobą. Były to budowle często wielokondygnacyjne, wyposażone w wodociąg i kanalizację. Budowle sytuowane były na zboczach gór, stąd zróżnicowana ilość kondygnacji w kompleksie zabudowań. Wejścia poprzedzano reprezentacyjnymi schodami. Do podtrzymywania płaskich stropów stosowano kolumny.
Układ budowli kształtowany był wokół centralnego dziedzińca umieszczonego wewnątrz kompleksu zabudowań. Dolna część budowli przypominała labirynt. Były to liczne, małe pomieszczenia oddzielone od siebie systemem korytarzy. W nich przechowywano zapasy. Pomieszczenia wyższych poziomów (niezachowane) najprawdopodobniej były bardziej przestronne. Część z nich pełniła funkcję gospodarczo-produkcyjną, o czym świadczą zachowane resztki warsztatów kamieniarskich i garncarskich. Pomieszczenia najbardziej reprezentacyjne i kultowe zgrupowane zostały w pałacu w Knossos przy centralnym dziedzińcu, po jego zachodniej stronie. Cechą charakterystyczną tych budowli jest brak fortyfikacji. Stąd, mimo iż rozplanowane są na rzucie zbliżonym do prostokąta, ich obrys zewnętrzny przedstawia dość nieregularną linię. W zabudowaniach pałacowych tego okresu nie odnaleziono wielkich malowideł na ścianach, przetrwały nieliczne, małe fragmenty. Duże freski pojawiły się w okresie późnominojskim. Do typowych dekoracji dla sztuki minojskiej należą rogi, symbolizujące najprawdopodobniej jakieś bóstwo oraz kamienne skrzyżowane topory.
Wokół pałacu pobudowane były domy wysokich urzędników. Były to budynki na ogół piętrowe, czasem z balkonami, umiejscowione wśród zieleni, najprawdopodobniej w ogrodach. Północno-zachodnia część Knossos miała zabudowę zwartą. W podobny sposób budowane były inne zespoły pałacowe i miasta Krety.

### Grobowce
Jednym z rodzajów miejsc pochówku minojskich zmarłych były konstrukcje w kształcie tolosu. Średnica największych dochodziła do 13 m., co tłumaczy się tym, że chowano w nich członków całej rodziny. Prócz głównego pomieszczenia znajdowały się mniejsze, bazujące na planie czworokąta. Przed grobami znajdowały się ołtarze, służące do odprawiania ofiar ku czci zmarłych. Kwestią sporną jest zadaszenie – do dziś elementy takowe nie zachował się, zatem nie wiadomo nawet czy konstrukcja tego typu grobów jakiekolwiek zadaszenie posiadała. Przykładem grobu tolosowego jest grób znaleziony na równinie Mesara na Krecie.
Prócz wymienionych wcześniej grobów stosowano groby izbowe, przypominające kształtem prostokątne izby typowych mieszkań. Niektóre z nich miały nawet brukowane otoczenie. Największe miały wymiary 40×30 m i otaczano je kolumnadą, zaś wnętrza dzieliły się na mniejsze pomieszczenia.

### Rzeźba

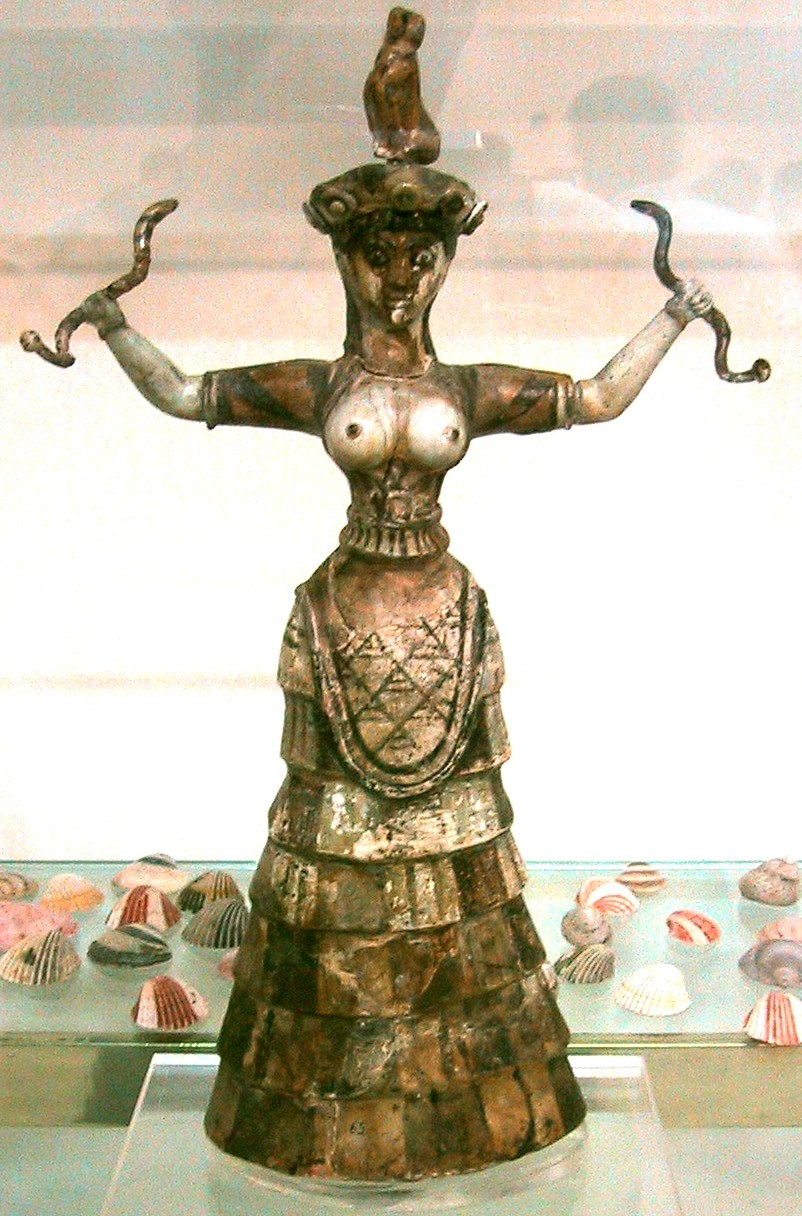
Posążek bogini z wężami z Knossos

W tym okresie rzeźba zaczyna ulegać znacznym zmianom. Nie odnaleziono na Krecie monumentalnych rzeźb z kamienia, ale niektóre z wykopalisk sugerują, że wykonywane były posągi z brązu o wysokości człowieka; np. w Fajos została odnaleziona forma do wykonania odlewu ręki dla takiego posągu. Nie ma jednak żadnych świadectw mówiących o wyglądzie takich rzeźb.
Małe figurki wykonywane już w czasach wcześniejszych ulegają znacznym przeobrażeniom. Następuje znaczne przewężenie talii przy jednocześnie silnie zaakcentowanej dolnej części postaci. Postać nadal jest przedstawiana schematycznie ale coraz bardziej staje się widoczne dążenie do naturalizmu. Objawia się to np. w delikatnym zarysowywaniu mięśni na plecach lub łydkach. Podobnie traktowane jest wyobrażenie postaci ludzkiej na pieczęciach lub naczyniach ceramicznych. W odróżnieniu od figurek pozostających zazwyczaj w postawie statycznej, postacie przedstawiane na pieczęciach lub ceramice na ogół znajdują się w ruchu (np. w tańcu, podczas pracy). Dopiero figurki datowane na XVII wiek p.n.e. przedstawione są w pozach "zatrzymanego ruchu". Cechują się także dalszym złagodzeniem i zaokrągleniem zarysu postaci, powiększeniem głowy i nadaniem jej delikatnego zarysu twarzy. Tendencje te nadal się pogłębiają, Figurki datowane na XVI–XV wiek p.n.e. przedstawiają ruch z coraz większą swobodą. Ekspresja zaznaczona jest przede wszystkim wygięciem ciała, ułożeniem rąk. Artyści potrafią dokładnie oddać anatomię człowieka, szczególnie w przedstawieniu układu mięśni. Tak przedstawiani są najczęściej mężczyźni. Figurki kobiet, typowe dla sztuki minojskiej, przedstawiają postacie ubrane w tzw. stroje dworskie. Ubiór składał się z szerokiej spódnicy i obcisłego kaftanika odsłaniającego piersi. Są to postacie kapłanek lub wyobrażenia boginek. Figurki, najczęściej o charakterze wotywnym były wykonywane z gliny, fajansu (np. boginie z wężami), kości słoniowej oraz brązu. Wyrób figurek wotywnych, jako element tzw. sztuki prymitywnej, przetrwał najdłużej na Krecie, po upadku pałaców i związanej z nimi sztuki dworskiej.
Z kamienia wykonywano także naczynia. Były wśród nich wazy zdobione reliefami oraz tzw. rytony, czyli naczynia libacyjne w kształcie głowy byka. Przykładem jest odnaleziony w pałacu Knossos ryton wyrzeźbiony w serpentynie. Jego powierzchnię zdobią liczne linie i płaski relief ukazujący wizerunek byka. Do naczynia przytwierdzone były rogi wykonane najprawdopodobniej z pozłoconego drewna.

### Ceramika
Ciekawym przykładem rozwoju ceramiki początku okresu średniominojskiego jest tzw. ceramika kamaresowa (nazwa pochodzi od groty Kamares niedaleko Fajstos, w której znaleziono pierwsze naczynia tego typu). Produkowane w tym okresie (XIX–XVII wiek p.n.e.) cienkościenne wazy, dzbany i inne naczynia dekorowane są bogatymi ornamentami o żywej kolorystyce. Dekoracje malowane są na ciemnym tle (czarnej polewie lub ciemnej glinie) w kolorze białym, żółtym, czerwonym, brązowym. Artyści chętnie zestawiali kontrastowe kolory dekoracji, a ornamenty budowali z prostych elementów geometrycznych i stylizowanych motywów roślinnych, do wyjątków należą przedstawienia figuralne. Dekoracja była tak komponowana, aby podkreślić kształt naczynia. Inna, nieco mniej liczna grupa naczyń z tego okresu, to ceramika zwana w archeologii egg shell (skorupka jaj). Są to naczynia o bardzo cienkich ściankach w kształcie maleńkich czarek.
Dalszy rozwój ceramiki minojskiej następuje po 1700 p.n.e. Wyrażał się przede wszystkim w zmianie motywów dekoracyjnych. Jako pierwszy pojawił się styl zwany morskim. Jego nazwa pochodzi od często występujących w nim motywów zwierząt (np. ośmiornic) i roślin morskich. Cechuje go naturalizm w przedstawieniu elementów dekoracji. Styl zwany pałacowym pojawił się w drugiej połowie XV wieku p.n.e. Występujące wcześniej motywy w formie naturalnej ulegają przekształceniu stylistycznemu. Uproszczenia motywów zmierzają do ich geometryzacji, nabierają cech symbolu.

### Malarstwo

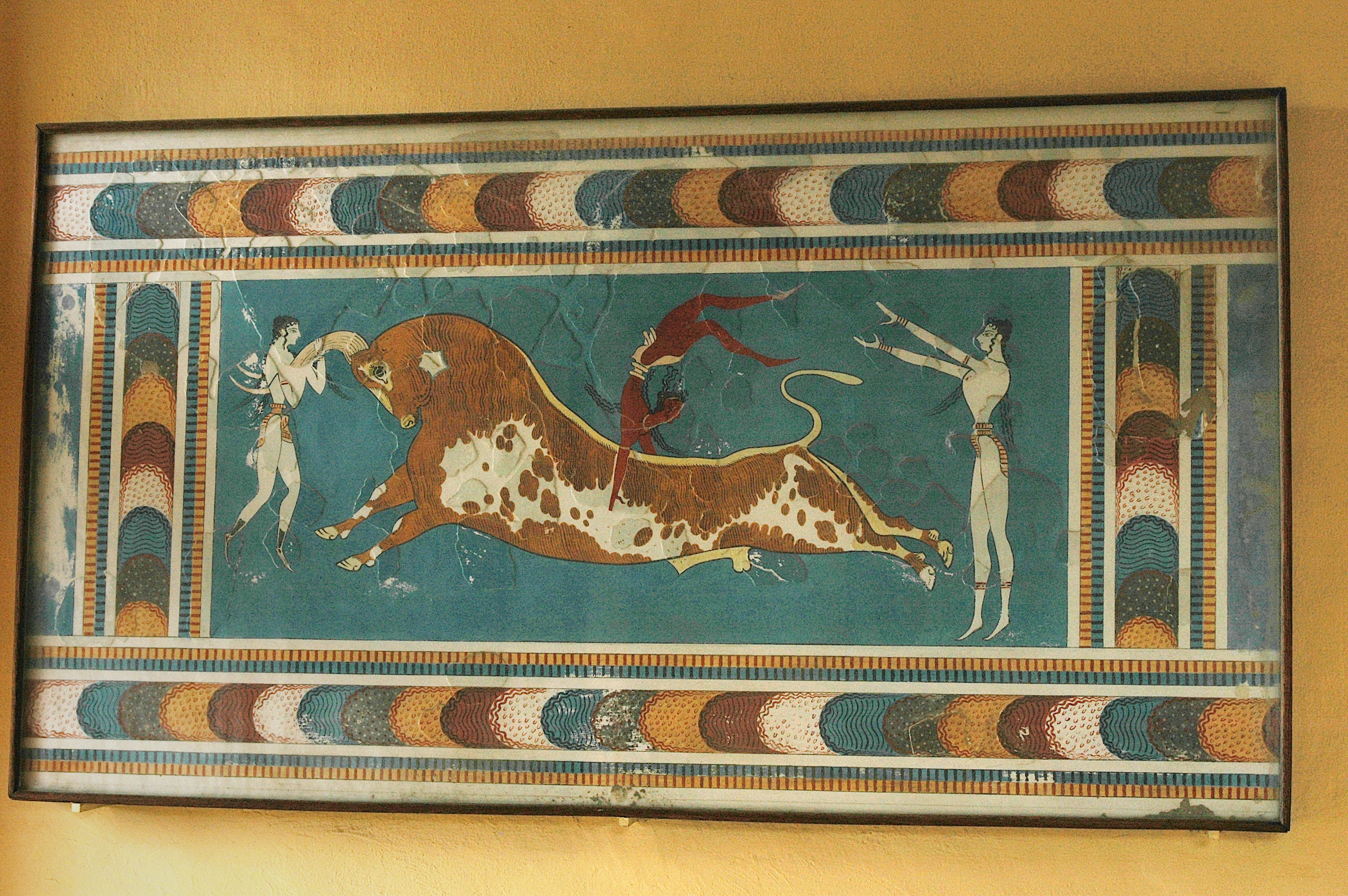
Fresk Tauromachia, Knossos

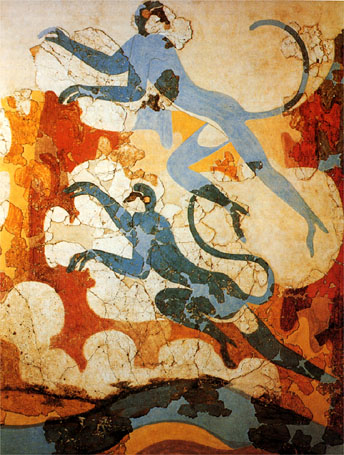
Malowidło z niebieskimi małpami, Akrotiri

Minojskie malarstwo wiąże się z dekoracją ścian i podłóg w pałacach budowanych na Krecie. Większość malowideł odkrytych w Knossos to niewielkie fragmenty zachowane w nie najlepszym stanie i poddane rekonstrukcji, która budziła i budzi sporo kontrowersji wśród naukowców.
Znacznie lepiej zachowane są freski odkryte w Akrotiri na wyspie Thira (Santoryn). (Akrotiri położone jest około 113 km od Krety, zostało zniszczone podczas wybuchu wulkanu ok. 1500 p.n.e.). Odkryte freski zajmują duże płaszczyzny ścian, mimo wielu podobieństw do sztuki kreteńskiej wykazują pewne cechy szczególne, wyróżniające je. W porównaniu do fragmentów odnalezionych na Krecie malarstwo zdobiące domy w Akrotiri jest bardziej swobodne a układ poszczególnych elementów jest bardziej zróżnicowany w szczegółach.
Malarstwo minojskie znajdowało się pod silnym wpływem malarstwa egipskiego zarówno pod względem tematyki jak i techniki wykonania. Jednak jest to sztuka oryginalna. Artyści minojscy często odtwarzali i przetwarzali otaczającą ich naturę. Okres od ok. 1700 do 1600 p.n.e. to przede wszystkim nurt tzw. malarstwa naturalistycznego. Cechuje go dążenie do w miarę wiernego naśladowania i odtwarzania natury, chociaż nie jest to naturalizm w dzisiejszym rozumieniu, np. stosowanie barw ma charakter często umowny (małpki w kolorze niebieskim). Stopniowo następuje odejście od tych tendencji w kierunku stylizacji, która z czasem prowadzi do usztywnienia formy i schematyzmu charakterystycznego dla malarstwa okresu zwanego pałacowym (ok. 1500–1400 p.n.e.)
Tematycznie malarstwo minojskie to przedstawienia otaczającej artystę natury oraz sceny z życia dworu, uroczystości świeckie i religijne. Częstym tematem jest też ukazanie postaci ludzkiej lub zwierzęcej na tle pejzażu. Jednym z najstarszych fragmentów fresku zachowanego w Knossos jest tzw. Zbierający krokusy. Jest to postać niebieskiej małpki poruszającej się wśród skał porośniętych kwiatami (Evans, fresk ten zinterpretował jako chłopca zbierającego krokusy). W Muzeum w Iraklionie znajdują się zrekonstruowane także inne przedstawienia przyrody np. freski przedstawiające kuropatwy lub delfiny. Do grupy fresków o tematach związanych z życiem dworu należą przede wszystkim przedstawienia procesji z darami lub dam dworskich. Do rzadkości należą przedstawienia scen związanych z wojnami. Najbardziej znanym freskiem znalezionym w Knossos jest portret kobiety zwany "Paryżanką". Datowany jest na ok. 1400 p.n.e. Ukazany na nim wizerunek podkreślony jest grubą, konturową linią, która pojawiła się w malarstwie minojskim w okresie późniejszym.
Freski malowane na ścianach pałaców i domostw Krety wykonywane były techniką charakterystyczną dla tej wyspy. Podkład w stiuku modelowany był w płaski relief, a na nim wykonywano malowidło.

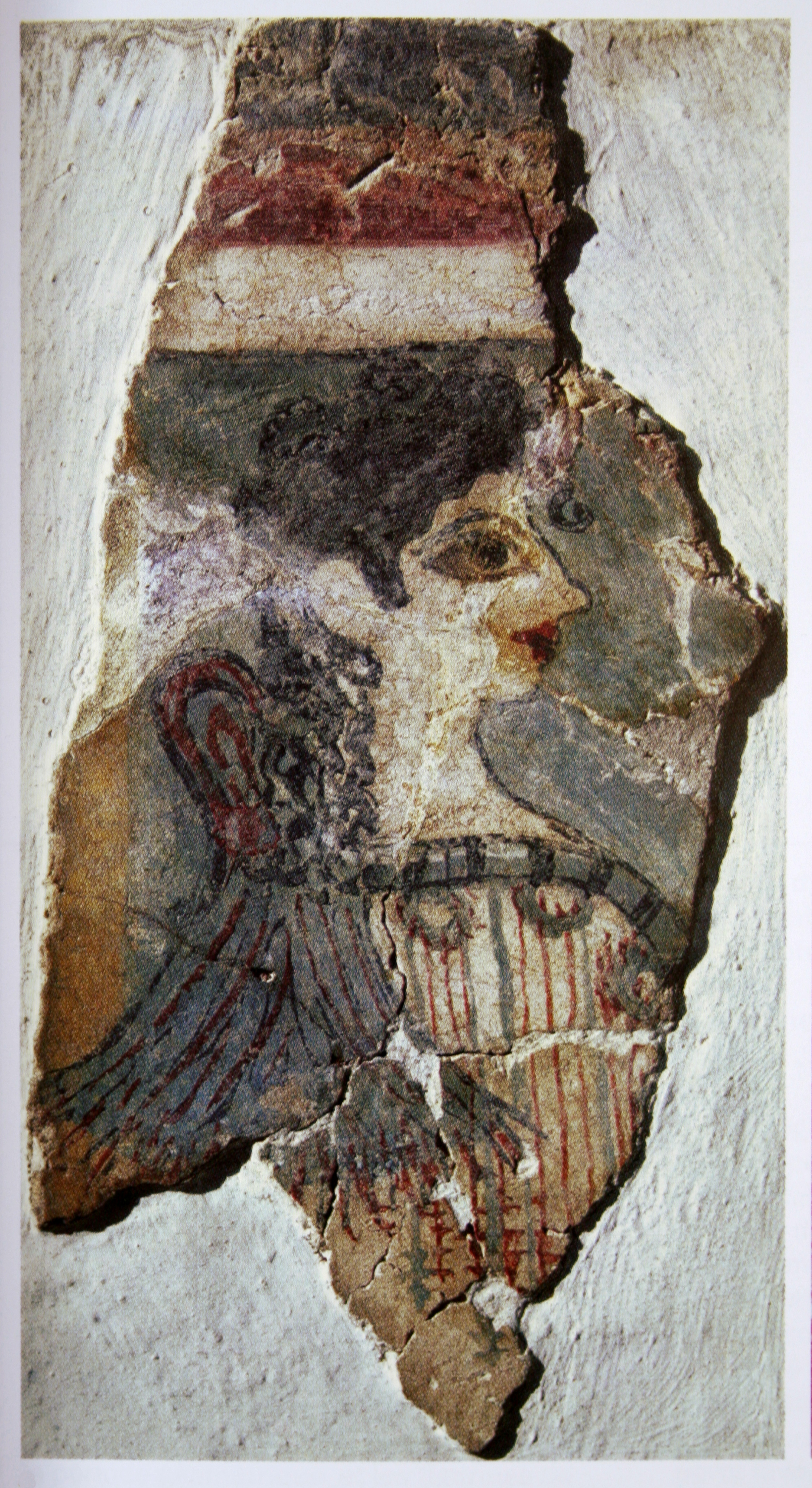
Tzw. Paryżanka, fragment fresku z Knossos
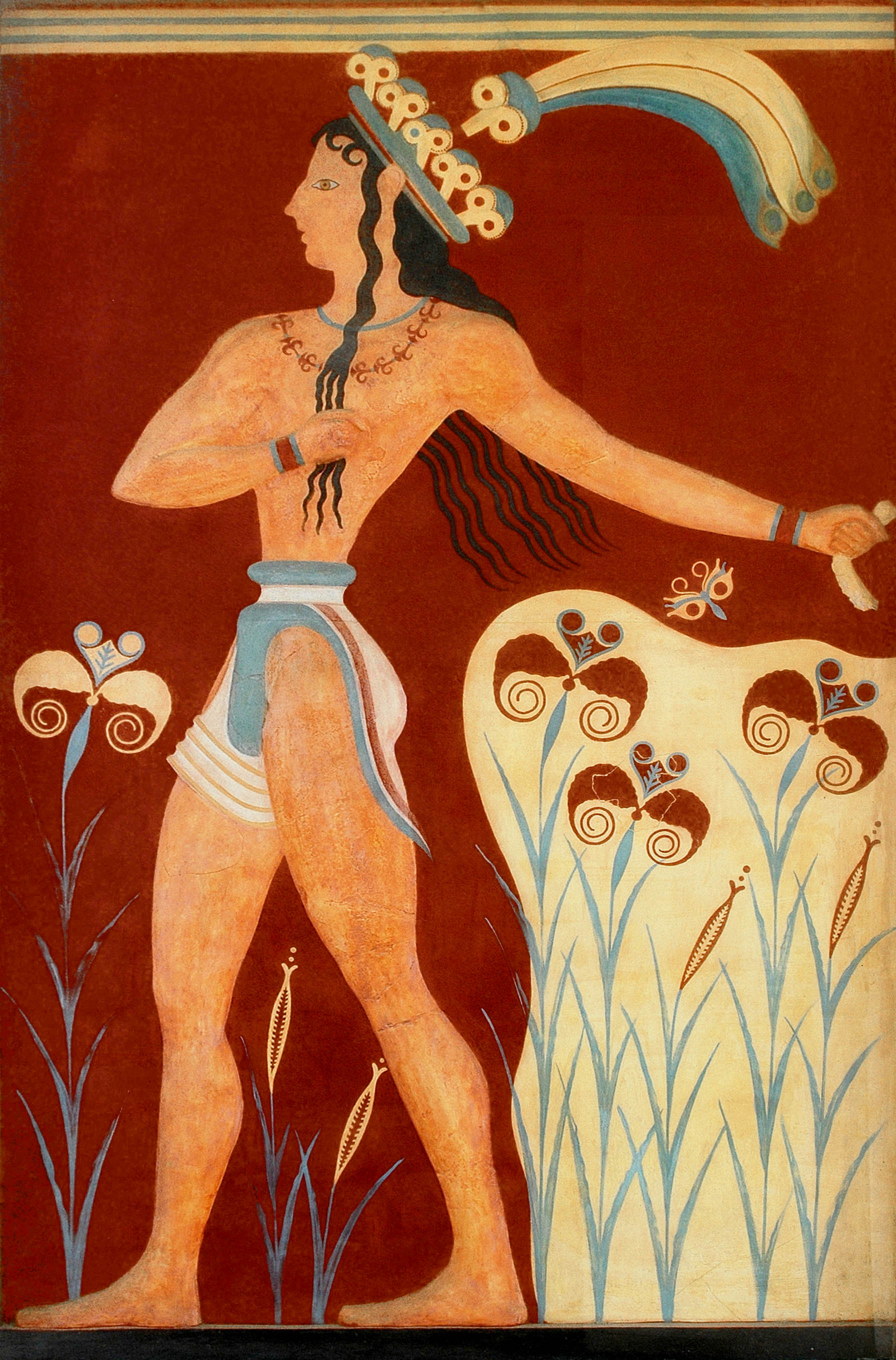
Książę wśród lilii, Knossos
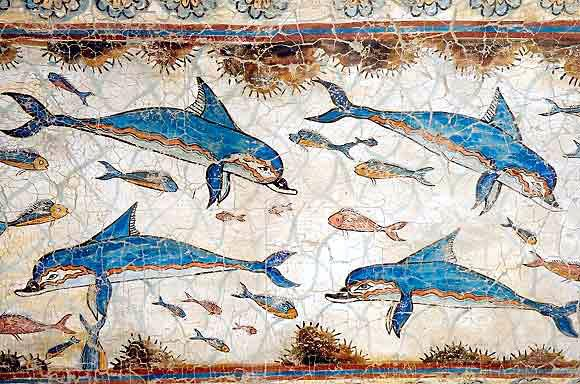
Malowidło z delfinami, Knossos
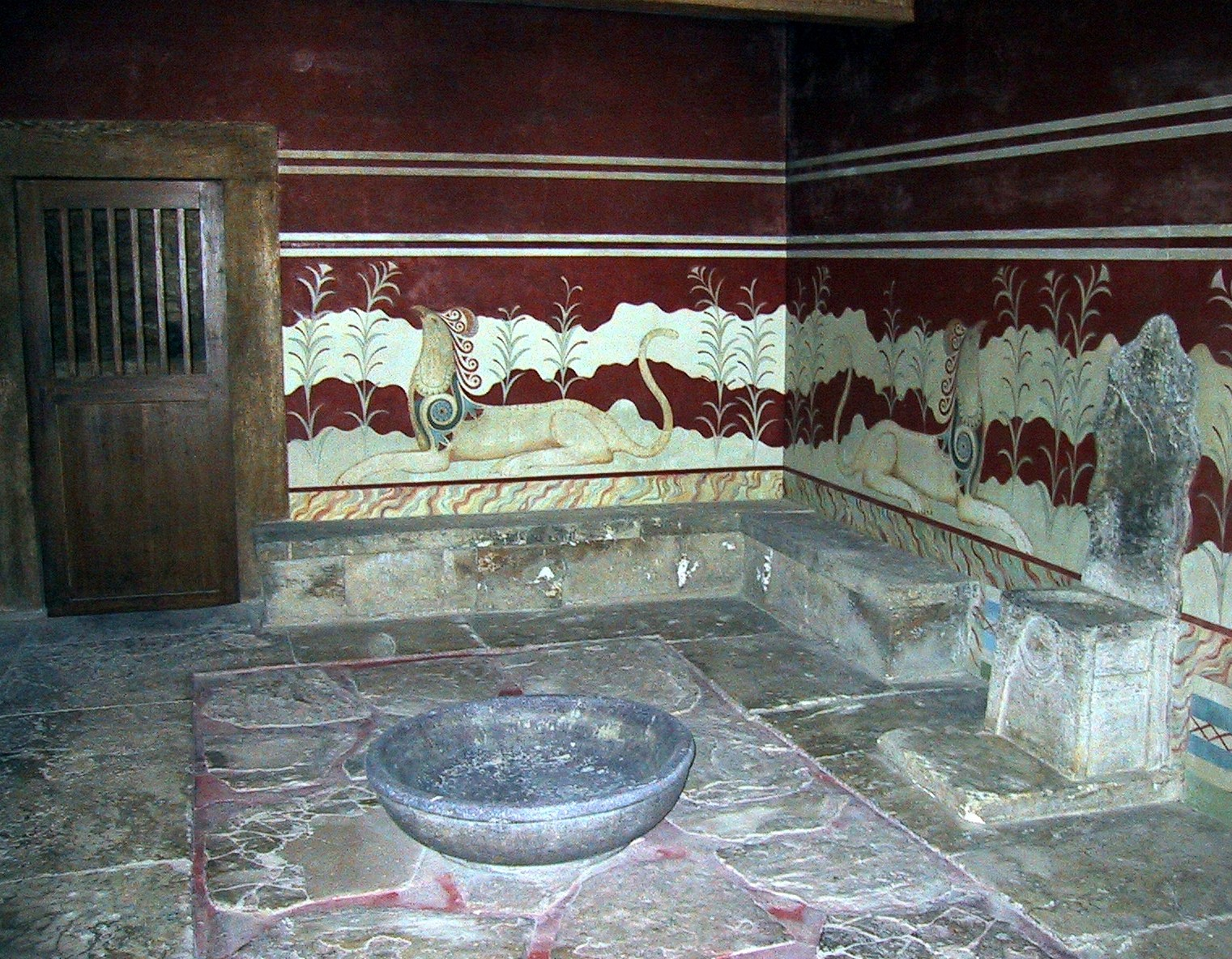
Sala tronowa, Knossos

### Gliptyka

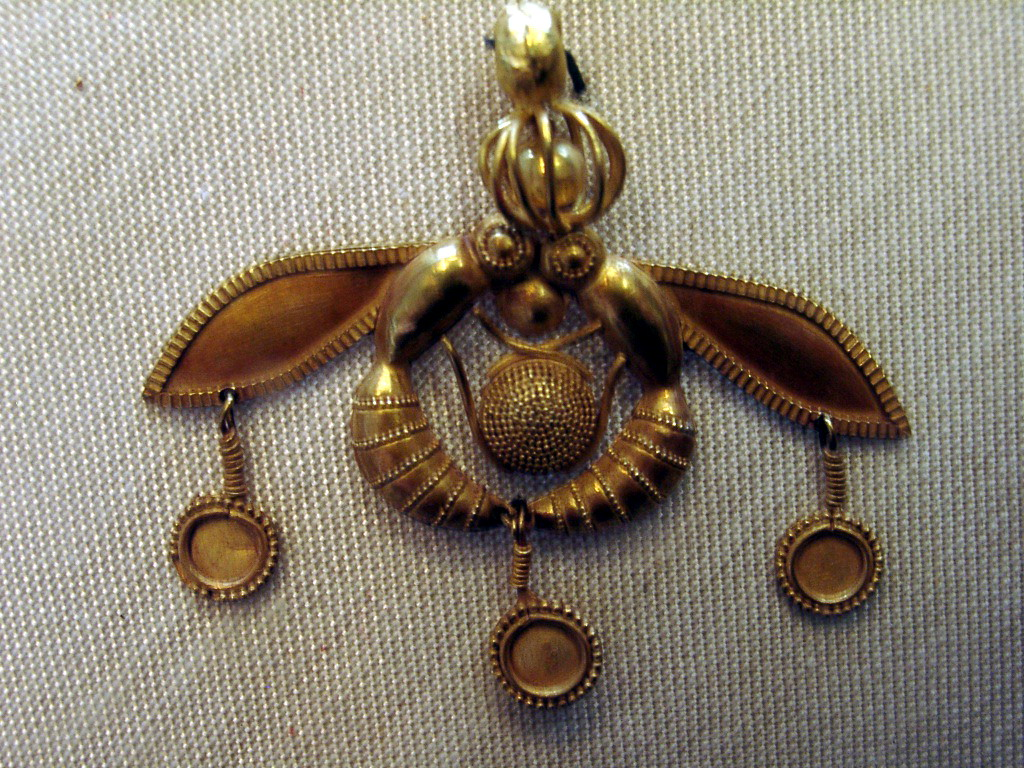
Zawieszka z Malia, przedstawiająca pszczoły lub osy trzymające dysk, zdobiony granulacją (1800-1700 p.n.e.)

Innym rodzajem twórczości rozwijającej się na Krecie był wyrób pieczęci. Początkowo stosowane proste wzory geometryczne i spiralne zostają wzbogacone o elementy występujące w malarstwie i w dekoracji ceramiki. Początkowo stosowano kompozycje symetryczne, z czasem sceny stają się coraz swobodniejsze (prowadząc do dominacji linii falistych). Pragnięto w ten sposób ukazać trójwymiarowość postaci poprzez przedstawienie jej w ruchu. Oprócz motywów roślinnych i zwierzęcych, przedmiotów wytwarzanych przez człowieka, ukazywane są sceny kultowe i dworskie. Rozwój techniki, dzięki stosowaniu krystalicznego węgla jako podsypki, pozwolił na wykonywanie pieczęci rytych w twardych kamieniach oraz w kształcie złotych sygnetów. Używane były do znakowania wyrobów oraz własności prywatnych posiadacza pieczęci.

### Złotnictwo
Początkowo złotnictwo zawierało elementy czerpane z Mezopotamii, Bliskiego Wschodu i Azji Mniejszej. Złotnicy minojscy znali i stosowali różne techniki jubilerskie. Do zdobienia stosowali technikę granulacji, filigranu oraz emaliowanie. Wyroby złotnicze były znane także na lądzie greckim i w Egipcie. O jakości wyrobów świadczą takie znaleziska jak wywieszka przedstawiająca dwie pszczoły (odnaleziona w Malii) oraz kubki ozdobione scenami ujarzmiania byka, znalezione w Wafio w Lakonii. Szczyt rozwoju przeżywało w okresie rozkwitu pałaców.